# Ethereal (Steve Jolliffe)
Ethereal was een splitalbum uitgebracht door het kleine platenlabel Amphonic Music Ltd. uit Surrey. Het vijftal Steve Jolliffe, Raoul Phillips, Paul Riordan, Alan Broadbent en James Harrington leverde muziek voor dit album. Jolliffe leverde negen nummers in. Het album verscheen in een kleine oplage en was dus snel uitverkocht.  

## Albums
| Nr. | Titel            | artiest    | Duur |
| --- | ---------------- | ---------- | ---- |
| 1.  | Astral travel    | Jolliffe   | 4:17 |
| 2.  | Afternoon calm   | Jolliffe   | 2:11 |
| 3.  | Sea of light     | Jolliffe   | 3:14 |
| 4.  | Ghotsly haunts   | Jolliffe   | 2:31 |
| 5.  | Plains of home   | Jolliffe   | 3:18 |
| 6.  | Moments in time  | Jolliffe   | 3:37 |
| 7.  | Evil wilderness  | Jolliffe   | 3:17 |
| 8.  | Acient rhyme     | Jolliffe   | 1:17 |
| 9.  | Free flight      | Jolliffe   | 2:52 |
| 10. | Sea              | Phillips   | 3:40 |
| 11. | Tranquility      | Riordan    | 2:26 |
| 12. | Distant memories | Riordan    | 2:34 |
| 13. | Space station    | Broadbent  | 3:30 |
| 14. | Excalibur        | Broadbent  | 3:08 |
| 15. | Vanishing rcae   | Broadbent  | 2:57 |
| 16. | Rain forests     | Broadbent  | 3:16 |
| 17. | Baikal           | Broadbent  | 3:07 |
| 18. | Captured in time | Harrington | 1:48 |
| 19. | Wind chime       | Harrington | 2:16 |
| 20. | Echo of time     | Harrington | 1:40 |
| 21. | Tavelogue        | Harrington | 2:18 |
| 22. | Reverie          | Harrington | 2:01 |
| 23. | Heavenly aura    | Harrington | 2:49 |
| 24. | Dance of light   | Harrington | 2:32 |

In 2009 bracht Steve Jolliffe een eigen versie van het album op de markt; hij gaf privé een cd-r uit; zijn nummers werden aangevuld door nummers die hij had geschreven voor nog een splitalbum: Horror and suspense voor hetzelfde label.
| Nr. | Titel               | van album           | Duur |
| --- | ------------------- | ------------------- | ---- |
| 1.  | Plains of home      | Ethereal            | 3:22 |
| 2.  | Astral travel       | Ethereal            | 2:11 |
| 3.  | Afternoon calm      | Ethereal            | 2:11 |
| 4.  | Dangerous encounter | Horror and suspense | 0:50 |
| 5.  | Sea of light        | Ethereal            | 3:16 |
| 6.  | Pandoras box        | Horror and suspense | 5:03 |
| 7.  | Moments in time     | Ethereal            | 3:44 |
| 8.  | Evil presence       | Horror and suspense | 0:48 |
| 9.  | Tragic loss         | Horror and suspense | 6:48 |
| 10. | Unknown planes      | Horror and suspense | 5:19 |
| 11. | Free flight         | Ethereal            | 3:01 |
| 12. | Black hole          | Horror and suspense | 1:39 |
| 13. | Entities            | Horror and suspense | 0:54 |
| 14. | Evil wilderness     | Horror and suspense | 3:25 |
| 15. | Ancient rhyme       | Ethereal            | 1:20 |
| 16. | Moving on           | nieuw               | 4:38 |
| 17. | Frenzled attack     | Horror and suspense | 2:12 |
| 18. | Ghostly haunts      | Ethereal            | 2:31 |